# U.S. Route 67
U.S Route 67 (också kallad U.S. Highway 67 eller med förkortningen  US 67) är en amerikansk landsväg i USA. Vägen är 2 511 km lång och sträcker sig mellan den mexikanska gränsen i Presidio, Texas i söder och Sabula, Iowa i norr.